# Bungarus suzhenae
Bungarus suzhenae, o krait de Suzhen, es una especie identificada por primera vez en el año 2021. El nombre es por Bai Su Zhen, la diosa serpiente del cuento chino 'La leyenda de la serpiente blanca', venerada como una deidad de medicina, curación y amor verdadero. B. suzhenae se encuentra en campos de arroz y arroyos en bosques monzónicos en el suroeste de China y el norte de Birmania a altitudes de 800 a 1560 m s.n.m.
En 2001, Joseph Bruno Slowinski murió a causa de la mordedura de una serpiente, que se pensó que era un krait juvenil con bandas blancas y negras, mientras dirigía un equipo de expedición en el norte de Birmania. El krait se identificó como una nueva especie de serpiente, luego de un examen de muestras recolectadas entre 2016 y 2019 del Condado de Yingjiang, provincia de Yunnan, China. Esta especie es muy peligrosa, por lo que entenderlos es vital para salvar vidas humanas.

## Etimología
El nombre específico de la especie lleva el nombre de Su-Zhen Bai, una famosa y poderosa diosa del mito chino La leyenda de la serpiente blanca (白蛇传), en honor a su valor para el amor verdadero y la bondad hacia las personas. El nombre común se sugiere como 'Suzhen's krait' en inglés y '素贞环蛇 (sù zhēn huán shé)' en chino.

## Características
Las serpientes del género Bungarus son de extrema importancia médica y porque las 14 especies tienen bandas cruzadas negras y blancas, y son difíciles de identificar debido a sus características morfológicas superpuestas. B. suzhenae se diferencia de otros kraits con bandas en la forma de las bandas cruzadas, el patrón de la cola, el patrón de la cabeza, el patrón de la mitad del cuerpo, los dientes maxilares y la morfología hemipenial.
Diagnóstico: La nueva especie se diferencia de sus congéneres por tener una combinación de los siguientes caracteres: (1) tres dientes maxilares posteriores, ligeramente curvados hacia atrás; (2) colmillos débilmente curvados; (3) escamas dorsales en 15 filas; (4) ventrales 220–229 (n = 4); (5) subcaudales sin dividir, 51–54 (n= 3); (6) mentoneras anteriores más grandes que las posteriores; (7) sutura prefrontal 2,7–3,4 (n = 3) veces la longitud de la sutura internasal; (8) cabezas de adultos y subadultos de color negro uniforme (Figs. 10–12); (9) color del cuerpo dorsal negro, con 39,3 ± 4,7 (26–38) bandas angostas blancas presentes en la mitad del cuerpo, que cubren 1,5 ± 0,4 (1,0–2,0) escamas vertebrales; (10) superficie ventral blanca uniforme, parte inferior de la cola blanca con pequeños puntos marrones en el medio o inmaculada; (11) escamas ventrales conectadas con las bandas negras del cuerpo dorsal por pequeñas manchas oscuras en vista lateral, manchas más pequeñas que la mitad del ancho de una escama dorsal; (12) cola relativamente larga, TaL/TL =0,136–0,150 (n = 3); (13) hemipenes que alcanzan la séptima subcaudal; (14) espinas grandes, alargadas y puntiagudas sobre hemipenes, en forma de colmillo; (15) puntas de las espinas grandes fuertemente queratinizadas, sin un límite definido con el cuerpo principal de las espinas grandes.

### Coloración
La superficie dorsal de la cabeza, la parte superior de los lados de la cabeza, incluida la parte superior de las supralabiales, son de color negro uniforme. La mitad inferior de la cabeza, incluida la parte inferior de las supralabiales y rostrales, son de color blanco amarillento. La cabeza ventral es de color blanco amarillento uniforme y su iris es de color negro oscuro.

## Dieta
En cautiverio, B. suzhenae se alimenta de anguilas como Monopterus albus y pequeñas serpientes como Xenochrophis flavipunctatus, pero rechaza ratones y ranas.